# 甲子塔

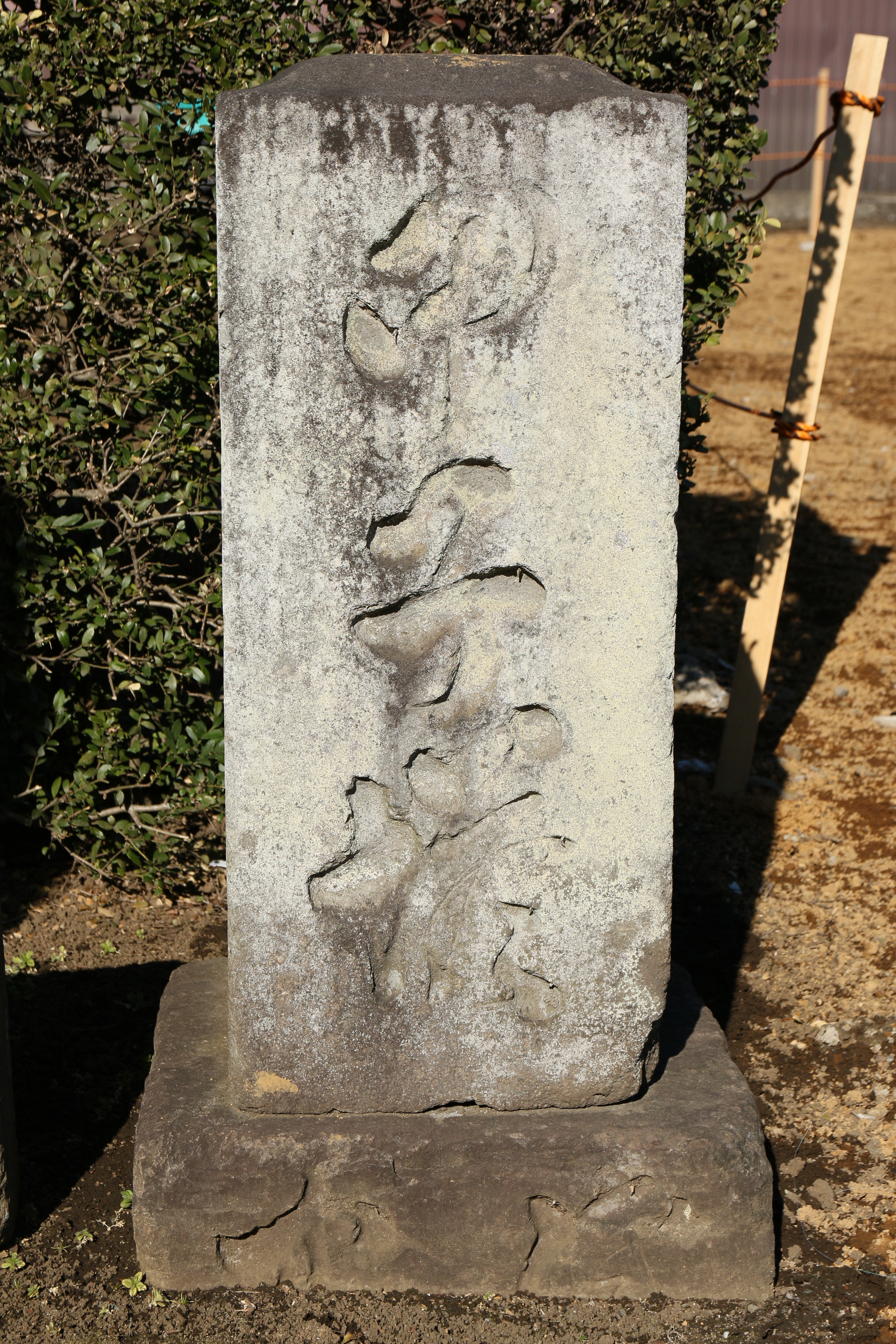
甲子年の1864年（元治元年）に造立された神奈川県横浜市泉区の甲子塔

甲子塔（かっしとう、きのえねとう）は、十二支の子の日、あるいは干支の甲子の日に大黒天を祀る甲子講によって造立された石塔である。子待塔（ねまちとう）、大黒天塔、甲子待塔（きのえねまちとう）ともいう。

## 甲子待
十干と十二支それぞれの最初である甲と子を組み合わせた甲子の日に行う講行事を甲子待といい、略して子待（ねまち）ともいう。干支のはじまりの日であることから特に縁起が良いとされる。
甲子待では大黒天を祀る。大黒天は大国主と習合しており、野火で焼き殺されそうになった大国主を鼠が助けたという『古事記』の逸話から、子（鼠）は大黒天の使いとされた。甲子待の日には大黒天の掛軸を掛け、大豆、黒豆、二股大根などを供えた。子の刻（深夜0時を中心とする約2時間）になるまで寝ずに起きていたという例もある。一年に6回ある甲子日のうち、旧11月の甲子日を特に重んじることがある一方で、新年最初の甲子日を初甲子と称して祭りを行う寺社もある。
室町時代の京都において甲子待が行われていたことが中世の公家の日記によって知られている。山科言継の日記『言継卿記』には、「禁裏御甲子待之間、暮々参内」、「自禁裏夕方甲子待可祗候之由被仰下」などの記述が見られる。

## 形態と分布
甲子塔は殊に東日本に多く、60年に一度の甲子年に数多く造立されている。長野県上伊那郡箕輪町における石造物悉皆調査によれば、甲子年である1864年（元治元年）に8基、1924年（大正13年）に27基、1984年（昭和59年）に33基造立されており、町内の甲子塔の総数78基のうち9割近くが甲子年に造立されている。
文字塔と刻像塔に分類され、文字塔では自然石に大きく「甲子」や「大黒天」と刻むものが多く、刻像塔には大黒天が刻まれる。日蓮宗系の甲子塔には、題目塔を兼ねた題目甲子塔（だいもくこうしとう）もある。
甲子塔は庚申塔と並んで路傍に立っていることがあり、刻まれた人名によって同じ講中が庚申待と甲子待の両方を行っていたと判明することがある。また、神職や修験者と考えられる人名が刻まれていることもあり、これらの宗教者が甲子待を指導していたこともうかがわれる。

### 文字塔
文字塔には「甲子」「甲子塔」「子待塔」「子待供養塔」「大黒天」「甲子大黒天」などと刻まれ、甲子を庚申や己巳と併刻されることもある。神道系のものには「大国神」「大国主大神」「大己貴命」などと刻まれる。

### 刻像塔

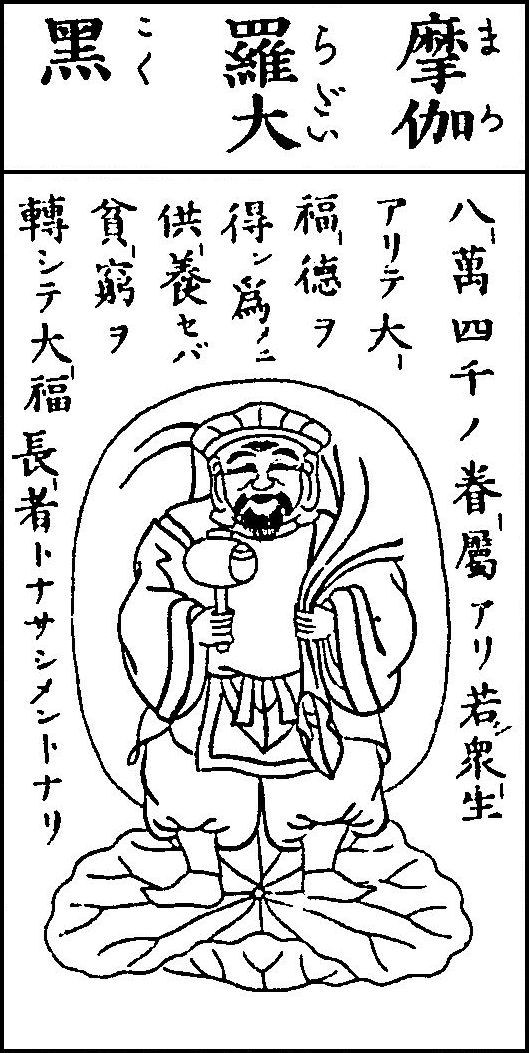
『仏像図彙』に描かれた「摩伽羅大黒」

刻像塔には大黒天が刻まれる。ヒンドゥー教のシヴァ神の化身が仏教に取り入れられて、仏法を守護する大黒天となった。大国主と習合し、福の神として七福神に加えられる以前には、大黒天は黒い体に三面六臂の憤怒相で描かれた。
江戸時代の仏画集『仏像図彙』には「六大黒」の一つとして「摩伽羅大黒」が、頭巾をかぶり右手に打出の小槌を持ち、左手で掴んだ大きな袋を背負った姿で描かれている。「八萬四千ノ眷属アリ若シ衆生アリテ大福徳ヲ得ン為メニ供養セバ貧窮ヲ転シテ大福長者トナサシメントナリ」という説明文は、偽経とされる『仏説摩訶迦羅大黒天神大福徳自在円満菩薩陀羅尼経』（『大黒天神経』）との関係が指摘されている。
甲子塔の主尊としての大黒天もまた福の神の像容であり、頭巾をかぶり小槌と袋を持って米俵の上に立つ。丸彫りの像が多く、浮き彫りのものもある。長野県大町市には170余基の大黒天の石像があり、そのうち68基は1924年（大正13年）の甲子年に造立された。ただし、甲子講による造立よりも、福の神として造立されたものの方が多い。

### 題目甲子塔
日蓮宗と大黒天の関係は宗祖日蓮にまで遡り、『大黒天神供養相承事』には「毎月毎日信ずる事成り難き者は、六斎の甲子に供物を調えへ御祭祀あるべきものなり」と、大黒天を供養するよう説かれている。但し、これは日蓮の真作ではなく、後世に作られたものとされている。江戸時代になって甲子待が日蓮宗徒に広がると、「南無妙法蓮華経」の題目に加えて「甲子」や「大黒天」と刻む題目甲子塔が造立された。甲子待に用いる大黒天の掛軸にも、「南無妙法蓮華経」と書かれたものがある。

## 文化財
甲子塔には地方自治体の文化財として指定されたものがある。
- 池上道道標

大田区指定有形文化財（金石文）。1974年（昭和49年）2月2日指定。大林寺（東京都大田区大森中）にある池上道の道標を兼ねた題目甲子塔。「大森村 甲子講中」によって1729年（享保14年）に造立された。

## 参考画像

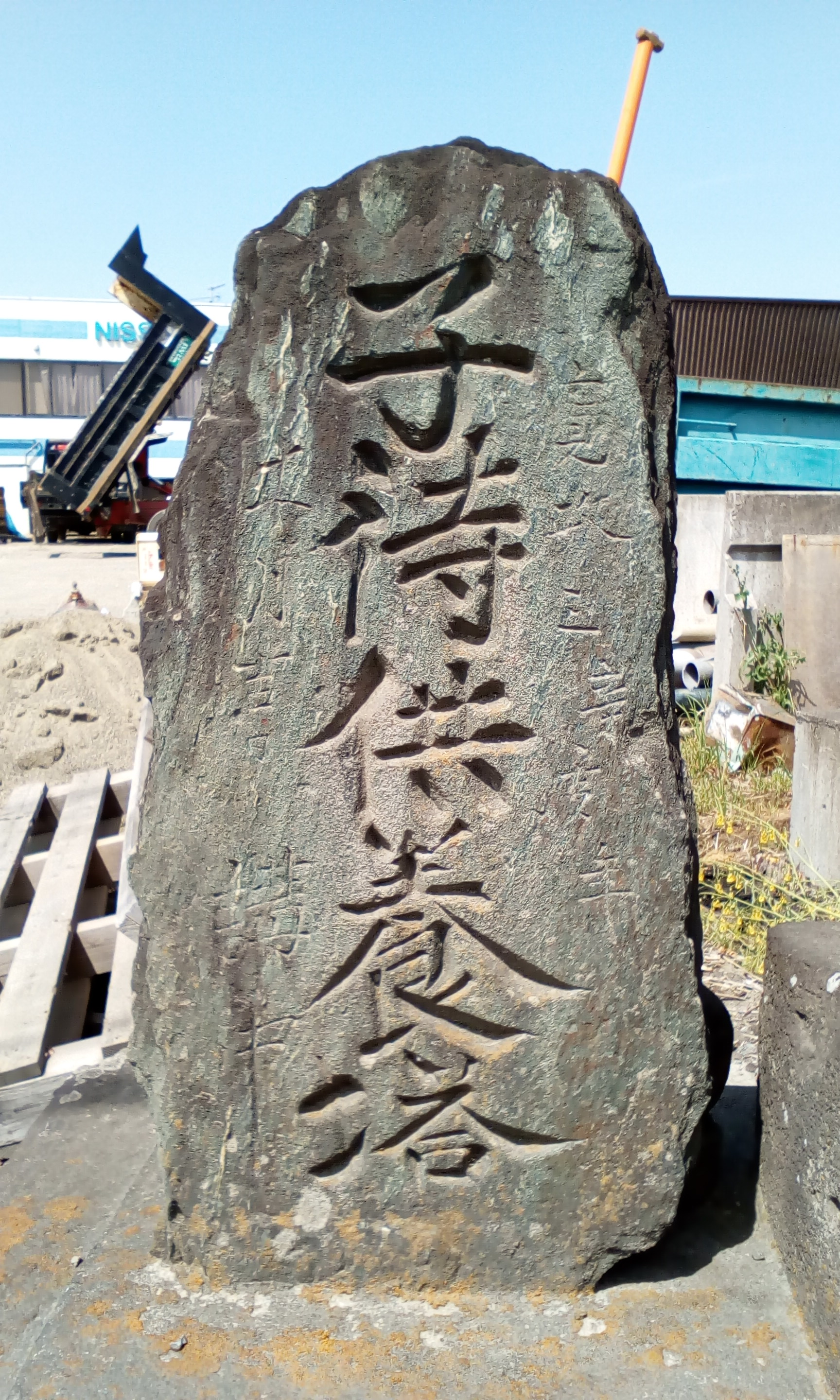
埼玉県本庄市児玉町児玉の子待供養塔
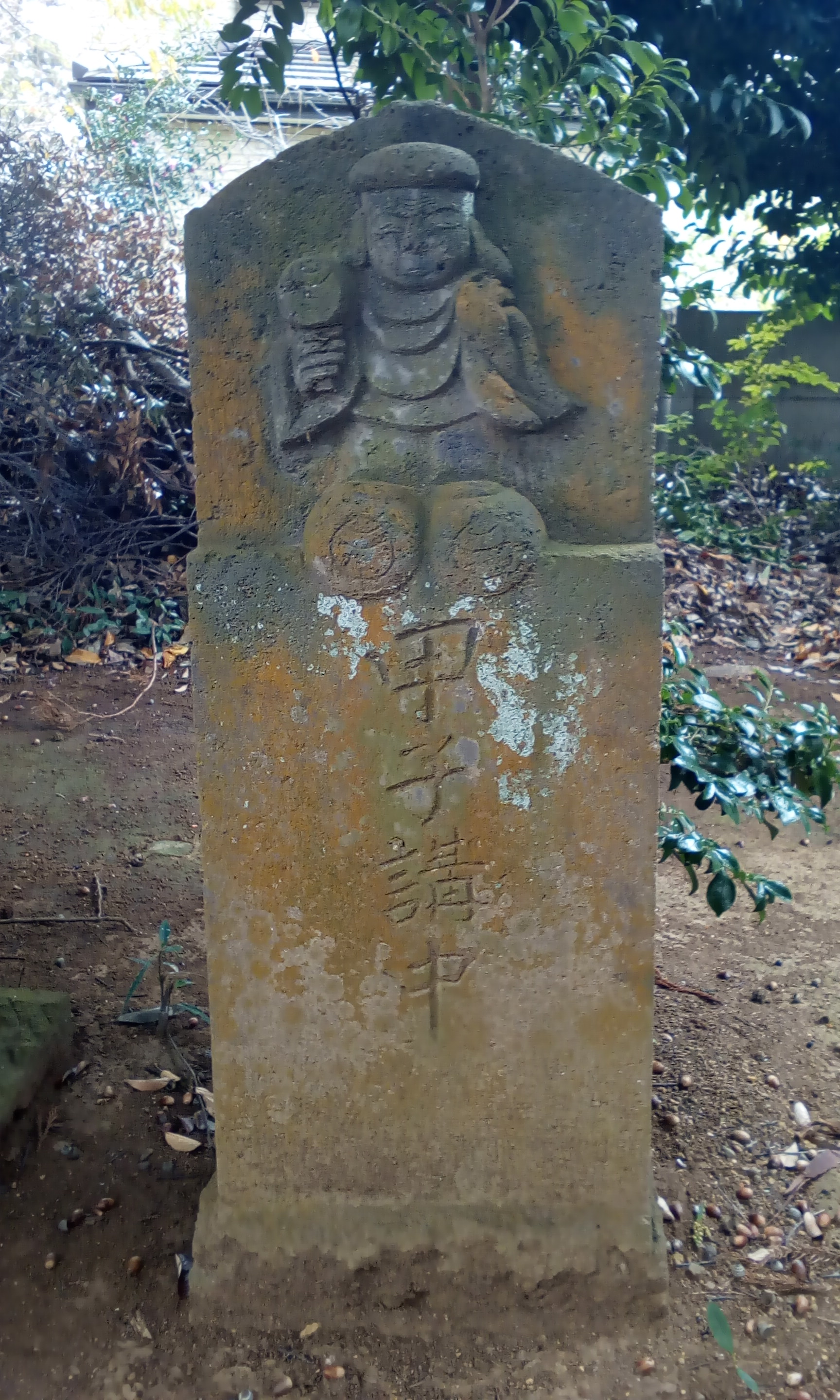
大黒天像が彫られた、香取神社（千葉県流山市名都借）の甲子塔
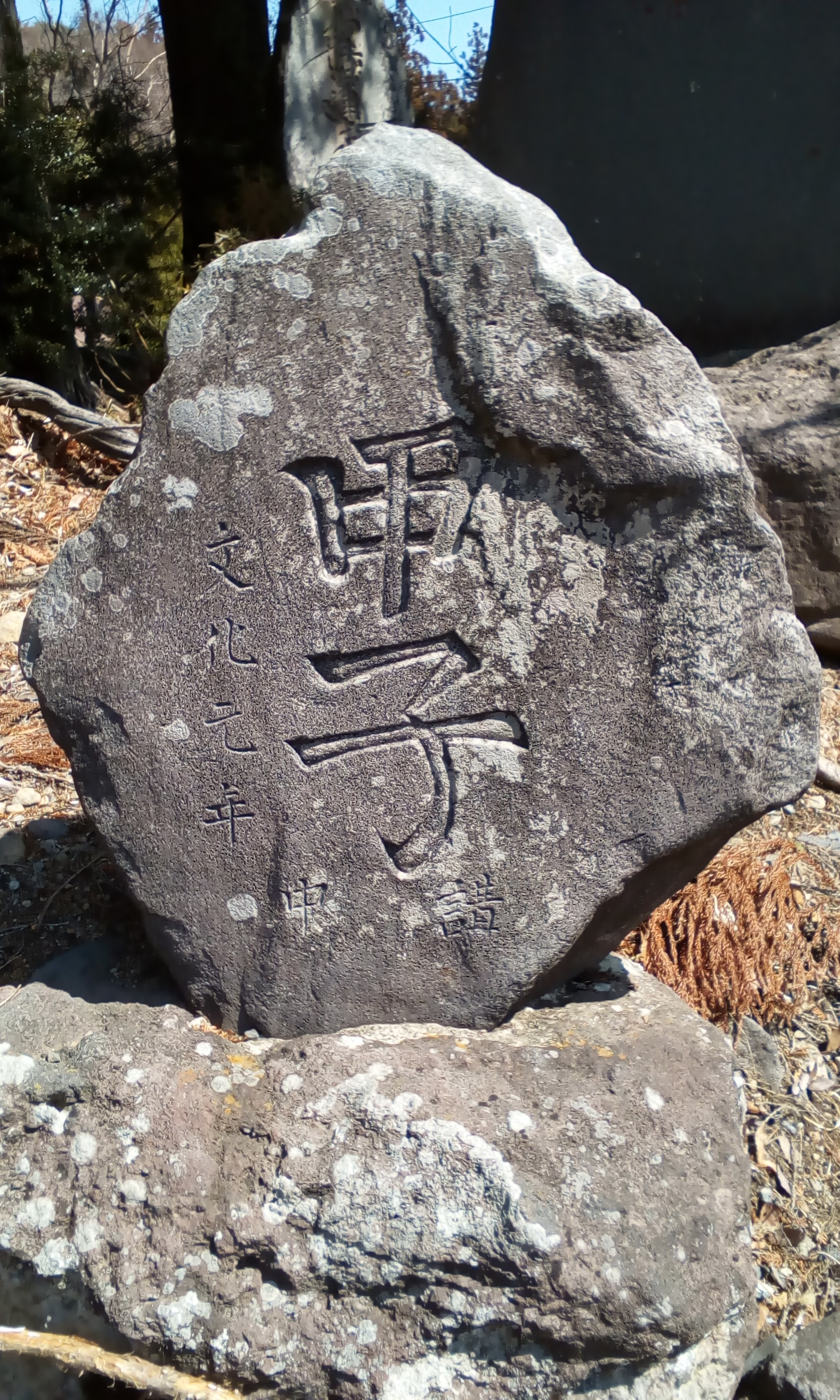
甲子年（文化元年）の紀年銘がある、真福寺（長野県諏訪郡富士見町落合）の甲子塔
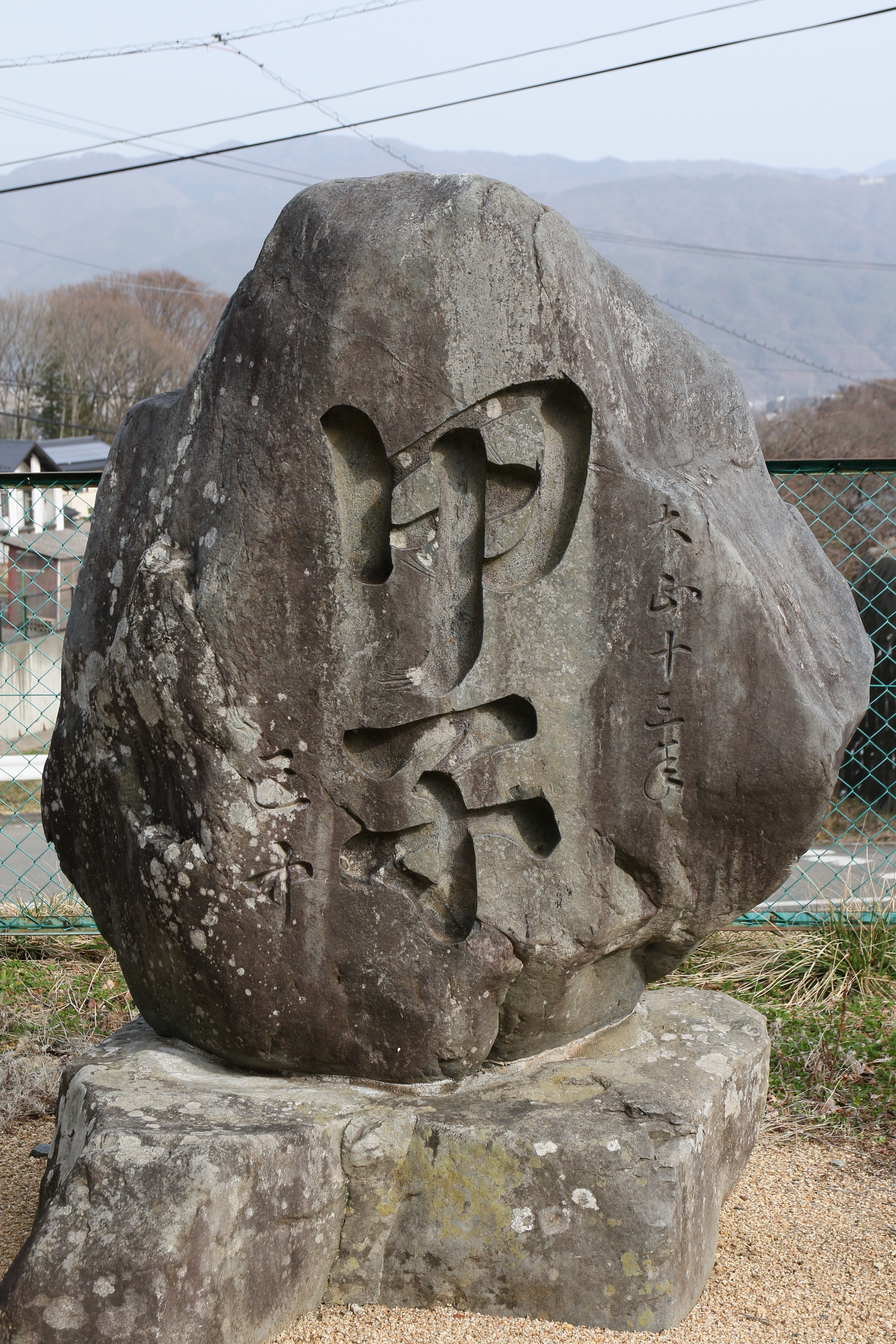
甲子年（大正13年）の紀年銘がある、長野県上伊那郡箕輪町中箕輪の甲子塔
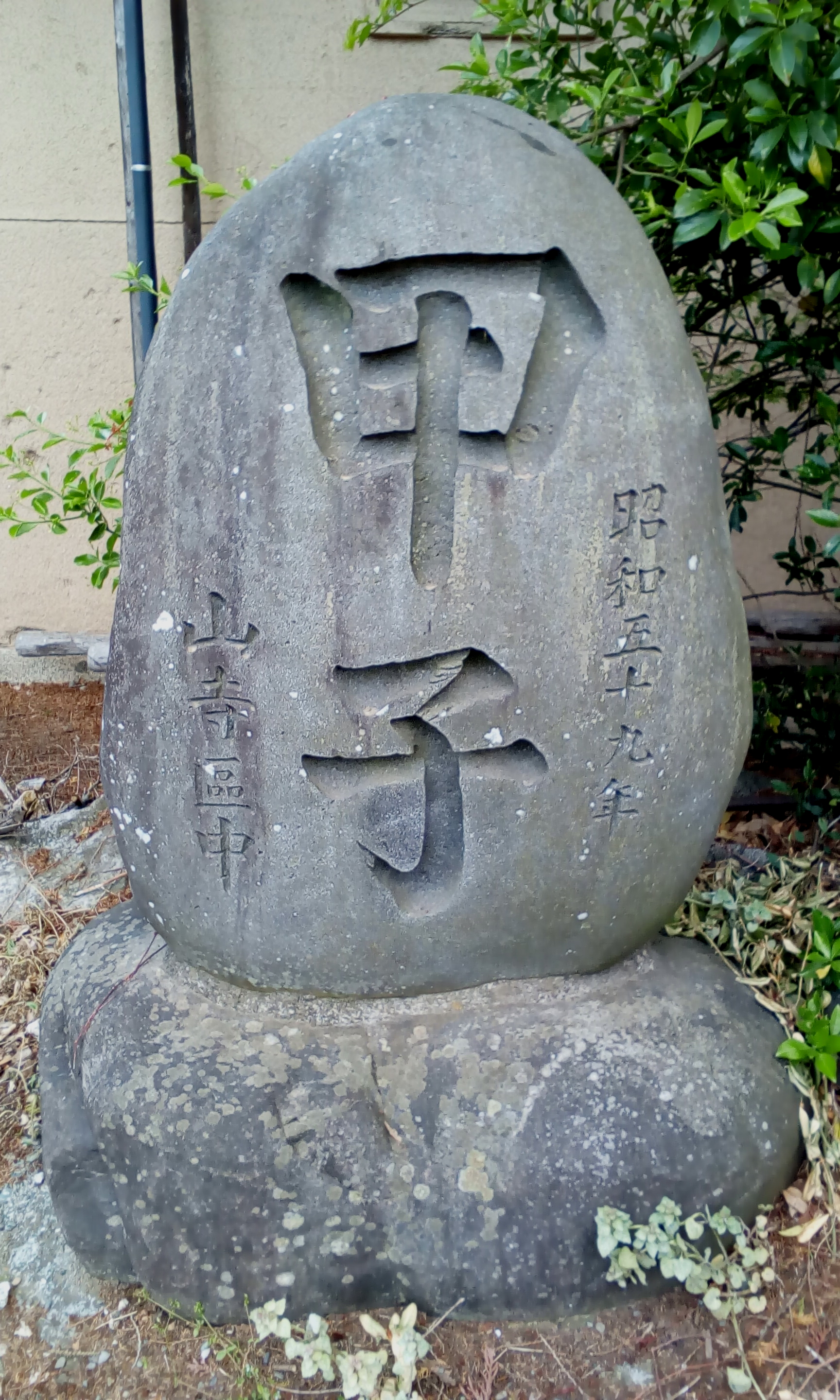
甲子年（昭和59年）の紀年銘がある、白山社八幡社合殿（長野県伊那市山寺）の甲子塔
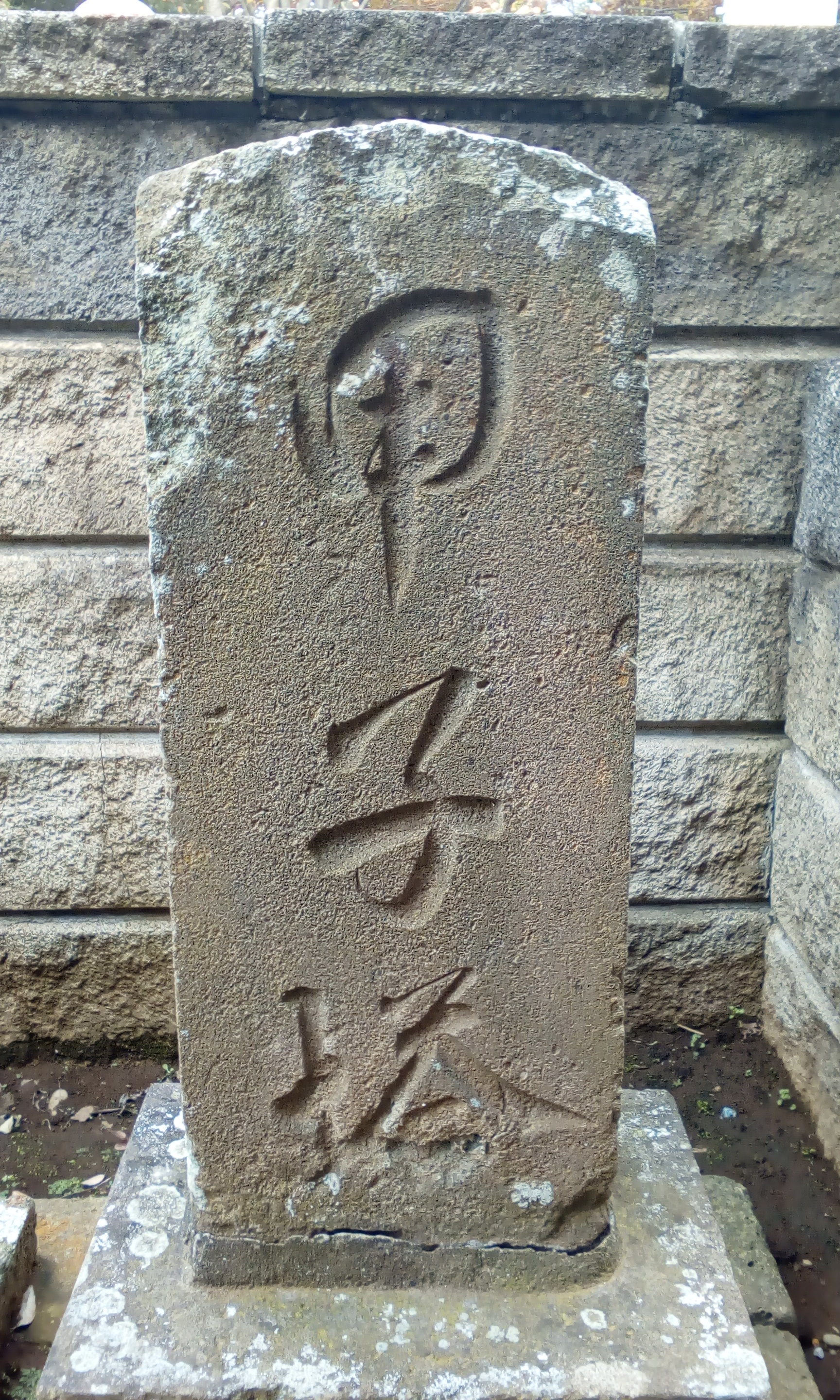
天満宮（千葉県松戸市平賀）の甲子塔。1870年（明治3年）造立
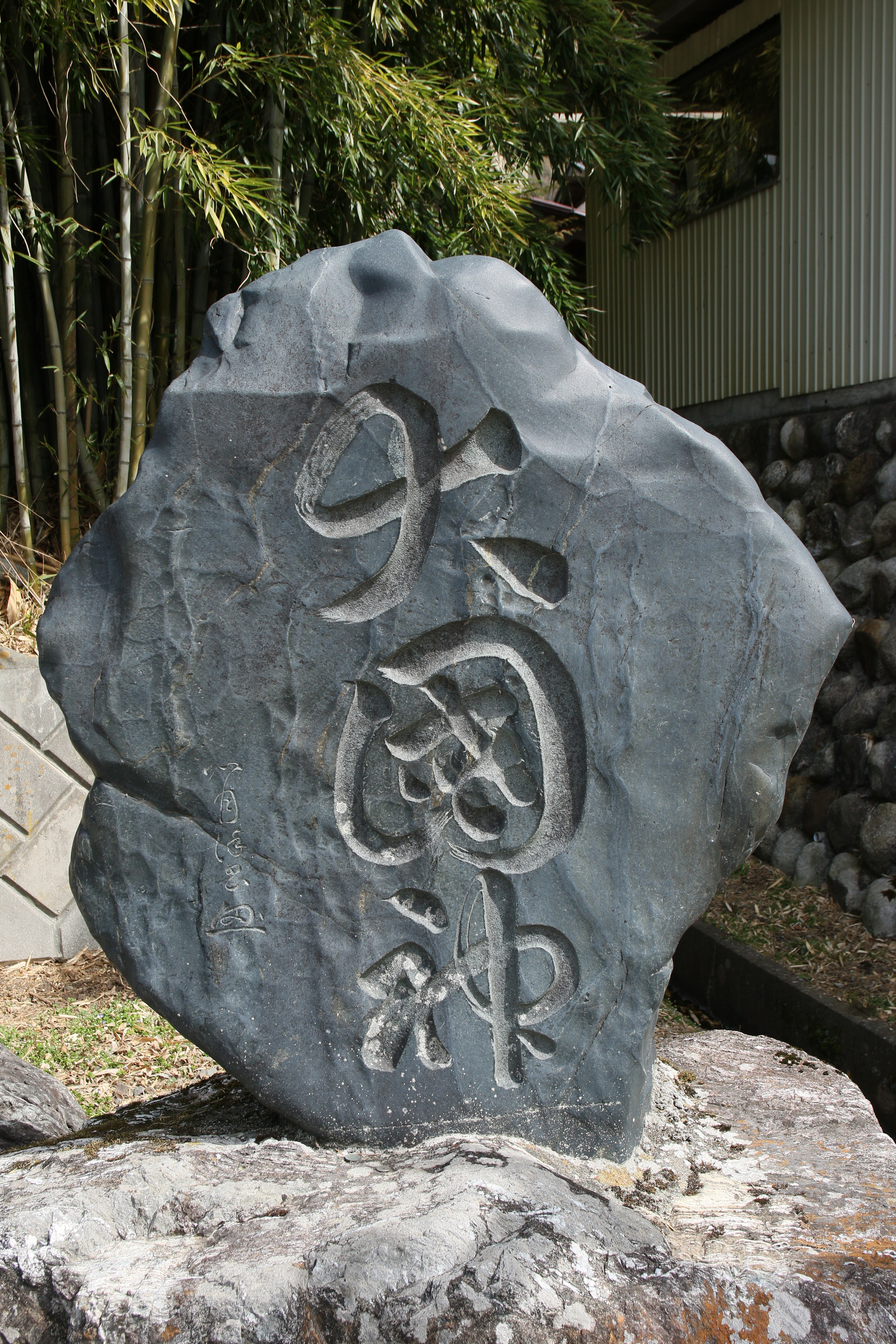
長野県伊那市長谷非持の大国神塔